# Sunitha Rao
Sunitha Rao (Jersey City, 27 de outubro de 1985) é uma tenista profissional indiana, nascida nos Estados Unidos.

## Olimpíadas 2008
Sunitha Rao e Sania Mirza perderam nas duplas na segunda rodada, contra as russas Svetlana Kuznetsova e Dinara Safina. 